# Sant'Angelo all'Esca
Sant'Angelo all'Esca es uno de los 119 municipios o comunas ("comune" en italiano) de la provincia de Avellino, en la región de Campania. Con cerca de 942 habitantes, según el censo de 2001, se extiende por una área de 5 km², teniendo una densidad de población de 188 hab/km². Linda con los municipios de Fontanarosa, Luogosano, Mirabella Eclano, y Taurasi.
|cap = 83050

## Demografía
| Gráfica de evolución demográfica de Sant'Angelo all'Esca entre 1861 y 2001 |
|                                                                            |
| Fuente ISTAT - elaboración gráfica de Wikipedia                            |

- Datos: Q55101
- Multimedia: Sant'Angelo all'Esca / Q55101

1. ↑  Worldpostalcodes.org, código postal n.º 83050.
2. ↑  «Codici Catastali». Comuni-italiani.it (en italiano). Consultado el 29 de abril de 2017.